# Centrodraco abstractum
Centrodraco abstractum är en fiskart som beskrevs av Hans W. Fricke 2002. Centrodraco abstractum ingår i släktet Centrodraco och familjen Draconettidae. Inga underarter finns listade i Catalogue of Life.